# Emanuela Ionica
Emanuela Ionica, all'anagrafe Emanuela Gabriela Ionică (Iași, 15 maggio 1997), è una doppiatrice rumena che vive e lavora in Italia.

## Biografia
Nata in Romania, si trasferisce a Roma all'età di tre anni. Dopo aver frequentato il corso "Lavorare con la voce" presso gli Studi Titania, a nove anni ha iniziato a lavorare come doppiatrice. Ha acquisito notorietà a partire dal 2012 per aver doppiato Martina Stoessel nel ruolo di Violetta Castillo, protagonista della telenovela Violetta e del film Tini - La nuova vita di Violetta.
Successivamente è diventata la doppiatrice principale di attrici come Elle Fanning, Joey King, Thomasin McKenzie, Zendaya e Hailee Steinfeld. Ha due fratelli minori, Giorgia e Valentino, entrambi doppiatori. Nel 2023 recita nel suo primo lungometraggio da attrice, Una commedia pericolosa.

## Doppiaggio

### Film
- Joey King in Ramona e Beezus, Il grande e potente Oz, Independence Day - Rigenerazione, The Kissing Booth, The Kissing Booth 2, The Kissing Booth 3, Zeroville, The In Between - Non ti perderò, The Princess, Bullet Train, A Family Affair, Uglies
- Elle Fanning in Somewhere, Super 8, La mia vita è uno zoo, L'ultima parola - La vera storia di Dalton Trumbo, La legge della notte, L'inganno, Teen Spirit - A un passo dal sogno, Un giorno di pioggia a New York
- Hailee Steinfeld in Romeo and Juliet, Pitch Perfect 2, Pitch Perfect 3, Bumblebee, Between Two Ferns - Il film, Charlie's Angels, The Marvels
- Chloë Grace Moretz in Hugo Cabret, La quinta onda, Cattivi vicini 2, Brain on Fire, La diseducazione di Cameron Post, Greta, Mother/Android
- Zendaya in Spider-Man: Homecoming, Spider-Man: Far from Home, Malcolm & Marie, Dune, Spider-Man: No Way Home, Dune - Parte due, Challengers
- Sophie Nélisse in Storia di una ladra di libri, La grande Gilly Hopkins, La storia dell'amore, Close, 47 metri - Uncaged
- Madison Iseman in Jumanji - Benvenuti nella giungla, Jumanji: The Next Level, La lista dei fan**lo, I Cavalieri dello zodiaco
- Bella Thorne in Alvin Superstar - Nessuno ci può fermare, Il sole a mezzanotte - Midnight Sun, Sei ancora qui - I Still See You
- Odeya Rush in L'incredibile vita di Timothy Green, Piccoli brividi, Lady Bird
- Ellie Bamber in PPZ - Pride + Prejudice + Zombies, Lo schiaccianoci e i quattro regni, Taipei - City of Love
- Andi Matichak in Halloween, Halloween Kills, Halloween Ends
- Auliʻi Cravalho in All Together Now, Crush, Darby Harper - Consulenza fantasmi
- Madeleine Harris in Paddington, Paddington 2, Paddington in Perù
- Amber Midthunder in L'uomo dei ghiacci - The Ice Road, Prey, Opus - Venera la tua stella
- Katherine Langford in Tuo, Simon, Cena con delitto - Knives Out
- Amy Forsyth in Hell Fest, Beautiful Boy
- Britt Robertson in Chiedimi tutto, Qua la zampa!
- Saxon Sharbino in Poltergeist, Bedevil - Non installarla
- Nathalie Emmanuel in Maze Runner - La fuga, Maze Runner - La rivelazione
- Rebecca Emilie Sattrup in La figlia della sciamana, La figlia della sciamana II: il dono del Serpente
- Maddie Ziegler in Music, La vita dopo - The Fallout
- Mia Goth in La cura dal benessere, Pearl
- Grace Fulton in Shazam!, Shazam! Furia degli dei
- Deniz Baydar in Tattiche d'amore, Tattiche d'amore 2
- Kathryn Newton in Pokémon: Detective Pikachu, Abigail
- Adèle Exarchopoulos in Generazione Low Cost, The Animal Kingdom
- Thomasin McKenzie in Jojo Rabbit, JOY - The Birth of IVF, Eileen
- Margaret Qualley in Sanctuary - Lui fa il gioco. Lei fa le regole., The Substance
- Sadie Stanley in L'ultimo colpo di mamma, Karate Kid: Legends
- Sadie Sink in The Whale, O'Dessa
- Mackenzie Foy in Interstellar
- Ciara Bravo in Cherry - Innocenza perduta
- Lilla Crawford in Into the Woods
- Esther Garrel in Chiamami col tuo nome
- Taissa Farmiga in L'eccezione alla regola
- Jessica Barden in Via dalla pazza folla
- Martina Stoessel in Tini - La nuova vita di Violetta
- Louane in La famiglia Bélier
- Hayley McFarland in L'evocazione - The Conjuring
- Danika Yarosh in Jack Reacher - Punto di non ritorno
- Jane Levy in Monster Trucks
- Anya Taylor-Joy in Morgan
- Kara Hayward in Moonrise Kingdom - Una fuga d'amore
- Molly Gordon in Life of the Party - Una mamma al college
- Ambar Mallman in Quella sera dorata
- Kerris Dorsey in Una fantastica e incredibile giornata da dimenticare
- Sosie Bacon in The Last Summer
- Julia Goldani Telles in Slender Man
- Amandla Stenberg in Noi siamo tutto
- Charlyne Yi in Ricomincio da me
- Shelby Simmons in Stargirl
- Florence Pugh in L'uomo sul treno - The Commuter
- Philippa Coulthard in Annabelle 2: Creation
- Stefanie Scott in Insidious 3 - L'inizio
- Erin Moriarty in Blood Father
- Taylor Geare in Dream House
- Blu Hunt in The New Mutants
- Darci Shaw in Judy
- Danielle Macdonald in Voglio una vita a forma di me
- Mimi Keene in Tolkien
- Madeleine Madden in Dora e la città perduta
- Isabela Merced in Soldado
- Anna Murphy in Dickens - L'uomo che inventò il Natale
- Freya Mavor in Morto tra una settimana (o ti ridiamo i soldi)
- Sarah Dugdale in All'ombra della luna
- Naoimh Morgan in Cats
- Madeline Weinstein in Alex Strangelove
- Izabela Vidovic in Wonder
- Lily James in What's Love?
- Stefanie Scott in Insidious 3 - L'inizio
- Maika Monroe in The Silent Man
- Danika Yarosh in Jack Reacher - Punto di non ritorno
- Sami Gayle in The Congress
- Ayoola Smart in Juliet, Naked - Tutta un'altra musica
- Jeni Ross in Ogni giorno
- Zoe Renee in Nancy Drew e il passaggio segreto
- Lauren Esposito in The Conjuring - Il caso Enfield
- Bebe Cave in Chesil Beach - Il segreto di una notte
- Michelle La in Searching
- Morfydd Clark in Amore e inganni
- Savira Windyani in Unfriended: Dark Web
- Ciara Bond in Ticket Out
- Riley Polanski in Alien Abduction - Rapimenti alieni
- Pfeifer Brown in The Gallows - L'esecuzione
- Catherine Missal in Come ti rovino le vacanze
- Ekaterina Samsonov in A Beautiful Day - You Were Never Really Here
- Indeyarna Donaldson-Holness in Absolutely Fabulous - Il film
- Tessa Albertson in 3 Generations - Una famiglia quasi perfetta
- Alicia von Rittberg in Il traditore tipo
- Paulina Olszinsky in Angoscia
- Raffey Cassidy in Biancaneve e il cacciatore
- Emerald Angel Young in Giustizia privata
- Charlie Quatrefages in Big City
- Ella Purnell in Intruders
- Linda Doudaeva in Tutti per uno
- Chloé Jouannet in Un'estate in Provenza
- Louane Emera in La famiglia Belier
- Juliette Chappey in Carissima me
- Celine Buckens in War Horse
- Marte Aunemo in Nord
- Jeanne Disson in Tomboy
- Emma Besson in In nome di mia figlia
- Pauline Burlet in Il passato
- Eyan Pinkovitch in Crescendo
- Sandra Escacena in Veronica
- Carla Campra in Tutti lo sanno
- Violeta Rodriguez in La vita è facile ad occhi chiusi
- Sara Elhamdi Elalaoui in Much Loved
- Amira Hilda Douaouda in Non conosci Papicha
- Irina Noaptes in Due biglietti della lotteria
- Sarina Farhadi in Una separazione
- Julia Lübbert in Rara - Una strana famiglia
- İlayda Akdoğan in Mustang
- Maria Annette Tanderød Berglyd in Il primo amore di Anne
- Holly Horne in Oh, Ramona!
- Marziyeh Rezaei in Tre volti
- Madina Nalwanga in Queen of Katwe
- Julia Putnam in The Butterfly Room - La stanza delle farfalle
- Philippa Schoene in Piccola Lady
- Jasper Polish in La forza della natura
- Catinca Untaru in The fall
- Ivanna Sakhno in Pacific Rim - La rivolta
- Poppy Drayton in The Rising Hawk - L'ascesa del falco
- Kaitlyn Dever in Rosaline
- Ebru Şahin in Un vero gentiluomo
- Gabriella Baldacchino in Come per disincanto - E vissero infelici e scontenti
- Alyssa Wapanatâhk in Peter Pan & Wendy
- Anita Kalathara in Dolci e spezie dall'India
- Nell Verlaque in Thanksgiving
- Natasha Tosini in Winnie-the-Pooh - Sangue e miele
- Kylie Rogers in Beau ha paura
- Roh Jeong-eui in Badland Hunters
- Ryan Simpkins in L'esorcismo - Ultimo atto
- Amy Keum in La stanza degli omicidi
- Lyna Khoudri in L'impero
- Kat Conner Sterling in Five Nights at Freddy's
- Isabel Ferrer in It Ends With Us - Siamo noi a dire basta
- Aleksandra Grabowska in Il divorzio
- Maria Bakalova in The Apprentice - Alle origini di Trump
- Kristine Froseth in Oh, Canada - I tradimenti
- Ella Rubin in Until Dawn - Fino all'alba [7]
- Mia Threapleton ne La trama fenicia
- Barbara Garstka in Death Before the Wedding
- Luna Blaise in Jurassic World - La rinascita
- Sara Vidorreta in Viaggio di maturità: Mallorca
- Sara Sampaio in Superman

### Film d'animazione
- Harley Quinn in Batman e Harley Quinn, Suicide Squad - Un inferno da scontare, Scooby-Doo! e Batman - Il caso irrisolto, Batman vs. Teenage Mutant Ninja Turtles, Batman: Hush, Injustice
- Vaiana Waialiki in Oceania, Ralph spacca Internet, LEGO Disney Princess: The Castle Quest, Oceania 2
- Violet Evergarden in Violet Evergarden: Eternity and the Auto Memory Doll, Violet Evergarden: Il film
- Mitsuha Miyamizu in Your Name., Weathering with You
- Ami Mizuno/Sailor Mercury in Pretty Guardian Sailor Moon Eternal - Il film, Pretty Guardian Sailor Moon Cosmos - Il film
- Angelica in Nat e il segreto di Eleonora
- Shizuku Tsukushima in I sospiri del mio cuore
- Yuki in Wolf Children - Ame e Yuki i bambini lupo
- Zoe in Dragon Hunters
- Libby in Il viaggio di Arlo
- Sophie in Palle di neve
- Faris Nyan-Nyan/Rumiko Akiha in Steins;Gate: The Movie - Load Region of Déjà Vu
- Louise piccola in Le stagioni di Louise
- Tuffy in Tom & Jerry: Willy Wonka e la fabbrica di cioccolato[8]
- Felicie Milliner in Ballerina
- Fay Wishbone in Monster Family
- Lisa in Leo da Vinci - Missione Monna Lisa
- Molly in Molly Monster - Il film
- Alice in Deep - Un'avventura in fondo al mare
- Sorellona in Penguin Highway
- Ellatte in The Seven Deadly Sins the Movie: Prisoners of the Sky
- Gerda in La regina delle nevi 4 - La terra degli specchi
- Wedgehead in Pupazzi alla riscossa
- Miko in Anche se il mondo finisse domani - The Relative Worlds
- Chika Otaki in A te che conosci l'azzurro del cielo - Her Blue Sky
- Abigail Stone in Spirit - Il ribelle
- Emiko in Paws of Fury - La leggenda di Hank
- Rosa in Lost in Starlight
- Aja Tarron in Trollhunters - L'ascesa dei Titani
- Ririka in Liz e l'uccellino azzurro
- Tati Tashikel in Lupin III vs. Occhi di gatto
- Mavka in Mavka e la foresta incantata
- Ruby Gillman in Ruby Gillman - La ragazza con i tentacoli
- Emiko in Paws of Fury - La leggenda di Hank
- Poppy Prescott in Cattivissimo me 4
- Ozi in Ozi - La voce della foresta

### Serie televisive
- China Anne McClain in K.C. Agente Segreto, A.N.T. Farm - Accademia Nuovi Talenti, Come creare il ragazzo perfetto, Descendants 2, Descendants 3, Descendants: L'ascesa di Red
- Kristine Froseth in La verità sul caso Harry Quebert, Cercando Alaska
- Elle Fanning in The Great, The Girl from Plainville
- Olivia Rodrigo in High School Musical: The Musical - La serie, Bizaardvark
- Paulina Chávez in L'universo in espansione di Ashley Garcia, Fate - The Winx Saga
- Kaitlyn Dever in Modern Family,The Premise - Questioni morali, Dopesick - Dichiarazione di dipendenza
- Evaluna Montaner in Grachi, Club 57
- Martina Cariddi in Élite, Élite - Storie brevi
- Hailee Steinfeld in Dickinson, Hawkeye
- Sophie Simnett in Daybreak, The Lodge
- Ambika Mod in This Is Going to Hurt, One Day
- Sarah Dugdale in Virgin River
- Zendaya in Euphoria
- Holly Taylor in The Americans
- Rose Williams in Reign
- Katherine Langford in Cursed
- Maya Hawke in Stranger Things
- Mina Sundwall in Lost in Space
- Emily Alyn Lind in Code Black
- Jessica Garza in Penny Dreadful: City of Angels
- Lennon Stella in Nashville
- Henriette Confurius in Tribes of Europa
- Luna Blaise in Manifest
- Johnny Sequoyah in Believe
- Phoebe Dynevor in Snatch
- Cassandra Sawtell in Harper's Island
- Isabel May in Alexa & Katie
- Shelby Simmons in Il principe di Peoria
- Matreya Scarrwener in Detective McLean
- Hannah Zeile in This Is Us
- Sterling Jerins in Divorce
- Ramona Young in Non ho mai...
- Odessa Adlon in Fam
- Holly J. Barrett in Life in Pieces (seconda voce)
- Michelle DeShon in Satisfaction
- Oona Yaffe in Sleepy Hollow
- Sabrina Bartlett in Knightfall
- Sarah Mezzanotte in Chambers
- Desiree Ross in Greenleaf
- Chandler Kinney in Lethal Weapon
- Kiara Glasco in Copper
- Ramona Young in Z Nation
- Talia Jackson in La famiglia McKellan
- Bailee Madison in Tre mogli per un papà
- Céline Buckens in Free Rein
- Ryann Shane in Banshee - La città del male
- Stevie Lynn Jones in Crisis
- Oana Gregory in Crash & Bernstein
- Allie Grant in Weeds
- Jordan Loughran in Le cronache di Evermoor
- Genneya Walton in BlackAF
- Mariah Parks in The Wannabes
- Asher e Brenden Farmer in Baby Geniuses - BSI
- Charlotte Beaumont in Broadchurch
- Crystal Clarke in Sanditon
- Synnøve Karlsen in Clique
- Bethany Antonia in Get Even
- Megan Martell e Tarryn Faye Brummage in Cuore d'Africa
- Ruby Ashbourne Serkis in Lettera al Re
- Amelia Clarkson in Il nostro zoo
- Amy James-Kelly in Safe
- Alice Sykes in Criminal Justice
- Ruby Rees in Picnic at Hanging Rock
- Laura Grady in Ja'mie: Private School Girl
- Alexandra Coppinger in Le sorelle fantasma
- Isis Guillaume in La foresta
- Gina Stiebitz in Dark
- Nina Flynn in Grani di pepe
- Carla Díaz in Il Principe - Un amore impossibile
- Georgina Amorós in Benvenuti in famiglia
- Ale Muller in La CQ - Una scuola fuori… dalla media
- Olivia Ainali in Bordertown
- Dippy Padi in How to Ruin Christmas - Il matrimonio
- KOM I in Followers
- Martina Stoessel in Violetta
- Nicole Mercedes Müller in La strada per la felicità
- Juana Luz Barros in Incorreggibili
- Andrea de Alba in Bia
- Ana Valeria Becerril in Control Z
- Emilia Mernes in Intrecci del passato
- Annalisa Cochrane in Uno di noi sta mentendo
- Olivia Welch in Panic
- Nona Sobo in Entrevìas
- Karla-Simone Spence in Il conte di Montecristo
- Madison Iseman in So cosa hai fatto
- Chloë Grace Moretz in Inverso - The Peripheral
- Lou Gala in The Decameron
- Olive Gray in Halo
- Renata Notni in Amore e vendetta - Zorro
- Alex Hook in I Am Franky
- Xaria Dotson in Il diavolo in Ohio
- Peyton List in School Spirits
- Lucia Luna Laurenti Sellers in Mia and Me
- Go Min-si in Se un albero cade in una foresta
- Isabella Pappas in I cattivi di Valley View
- Marlo Kelly in Il problema dei 3 corpi
- Johnny Sequoyah in Dexter: New Blood
- Sadie Stanley in Cruel Summer
- Jeon So-nee in Kiseiju - La zona grigia
- Amandla Stenberg in The Acolyte - La seguace
- Liana Liberato in Criminal Minds
- Christy St. John in Will Trent
- Isabela Merced in The Last of Us
- Clara Alexandrova in Kakegurui

### Serie animate
- Aja Tarron in Trollhunters - I racconti di Arcadia, 3 in mezzo a noi - I racconti di Arcadia
- Brea in Dark Crystal - La resistenza
- Thekla in Trenk, il piccolo cavaliere
- Evie in Mike il cavaliere
- Kiara in The Lion Guard
- Debee in The Hive - La casa delle api
- Karina Lyle / Blue Rose in Tiger & Bunny
- Allie Day in Grojband
- Music in Kuu Kuu Harajuku
- Violet in Pumpkin Reports – Squadra anti alieni
- Leprotto nocciola in Indovina quanto bene ti voglio
- Sissi in Sissi, la giovane imperatrice
- Lisa in Leo da Vinci
- Himari Takakura in Mawaru Penguindrum
- Yuu Kotari in Black Rock Shooter
- Ami Mizuno/Sailor Mercury in Pretty Guardian Sailor Moon Crystal
- Faris Nyannyan / Rumiko Akiha in Steins;Gate
- Violet Evergarden in Violet Evergarden
- Rena Sayama in Ultraman
- Kana Kimishima in Kiseiju - L'ospite indesiderato
- Joy Ranocchio in Regal Academy
- Francesca "Franci" Newell in Spike Team
- Pepper Mintz in Rainbow Rangers
- Frida in Heidi
- Giglio Tigrato in World of Winx
- Talking Ginger in Talking Tom and Friends[9]
- Principe cucciolino in Unikitty!
- Bert in Il principe Ivandoe
- Carla in Ghostforce
- Harley Quinn in Justice League Action
- Pidge Gunderson/Katie Holt in Voltron: Legendary Defender (st. 1-6)
- Tuffy (2°voce) in The Tom & Jerry Show
- Gloria in Madagascar - I 4 dell'oasi selvaggia
- Jenny Washington ne Le avventure di Tom Sawyer
- Olivia in Topolino - Strepitose avventure
- Molly in Molly Monster
- Ciottolina Flintstone in Yabba-Dabba Dinosaurs
- Rayla in Il principe dei draghi
- Freddie in Descendants: Wicked World
- Holly Darlin in Trolls: TrollsTopia
- Torra Doza in Star Wars Resistance
- Barbara Gordon in DC Super Hero Girls
- Moon in Ollie e Moon
- Marcy Wu in Anfibia
- Eritrocita AE3803 in Cells at Work! - Lavori in corpo
- Arte in Arte
- Molly McGee in The Ghost and Molly McGee
- Melascula in The Seven Deadly Sins - Nanatsu no taizai
- Gwyn in Looped - È sempre lunedì
- Kikimora in The Owl House - Aspirante strega
- Itsuki Sumeragi in Kakegurui (2ª voce)
- Regina Moon (giovane) in Marco e Star contro le forze del male
- Xochi Jalapeño in Victor e Valentino
- Echo in Oddballs
- Tilly Greens in I Greens in città
- Cavallo in Centaurworld - Il mondo dei centauri
- Ushio Kofune in Summer Time Rendering
- Mila Masaryk / Unicorno in Il vostro amichevole Spider-Man di quartiere
- Incantatrice in Ben 10
- Arisa Mita in Mix: Meisei Story
- Anne in Magic Kaito 1412
- Fred in Hamster & Gretel
- Principessa Akemi in Blue Eye Samurai
- Emily in Hazbin Hotel
- Maria in The Grimm Variations
- Emilia in Re:Zero - Starting Life in Another World
- Felicity in Secret Level
- Amate Yuzuriha in Mobile Suit Gundam GQuuuuuuX

### Videogiochi
- M.J. in Fortnite Battle Royale[10] (2017)
- Seyka in Horizon Forbidden West (2022)[11]
- Alena 'Alex' Xenakis in Cyberpunk 2077 (2023)[12]
- Haroona in Unknown 9: Awakening (2024) [13]
- Tomorrow in Death Stranding 2: On the Beach (2025)[14]

## Filmografia
- Ciò che desidero di più, regia di Andrea Castelli e Alessio Focardi – cortometraggio (2022)
- Una commedia pericolosa, regia di Alessandro Pondi (2023)

## Riconoscimenti
- Gran Galà del Doppiaggio Romics DD 2015
  - Premio del pubblico come Voce femminile dell'anno
- Gran Galà del Doppiaggio Romics DD 2018
  - Premio della giuria di qualità come Miglior voce femminile di un cartone animato
  - Premio del pubblico come Miglior voce femminile di un cartone animato
- "La Musa d'Oro 2025" per il miglior doppiaggio Animazione Lungometraggi per Poppy Prescott (Cattivissimo Me 4) [15]